# Tanzim
Tanzim (àrab: التنظيم, at-Tanẓīm) és una facció armada del moviment palestí Fatah. Tanzim té vincles amb les Brigades dels Màrtirs d'Al-Aqsa, un grup armat palestí que opera a Gaza i Cisjordània.

## Origen
Tanzim va ser format el 1983 per Marwan Barghuti, un militant de Fatah durant la Primera Intifada. Barghuti, un polític proper a Iàssir Arafat, va voler crear una força armada per a la nova Autoritat Nacional Palestina al marge de la Policia Civil Palestina. Barghuti va reclutar a molts veterans i a diversos militants de la Primera intifada, i van formar el grup Tanzim el 1995 mentre s'estenia el poder de l'Autoritat Nacional Palestina a ciutats de Cisjordània com Ramal·lah, Nablus, i Jericó.
Per Barghuti, una de les raons per fundar el grup Tanzim, era l'amenaça de que les milícies del grup Hamàs controlessin els carrers, mentre que Fatah estaria limitat a les oficines de l'Autoritat Nacional Palestina. Durant els anys 90, el grup Tanzim va esdevenir un moviment de masses, amb un exèrcit de joves, que declaraven la seva intenció de sacrificar-se ells mateixos per Palestina i amb Iàssir Arafat com a líder.
Molts dels militants de Tanzim, són veterans procedents de la Primera Intifada o de grups armats palestins en l'exili o en el Líban i en altres països. Com a oposició a Tanzim va aparèixer una facció de la Policia Civil Palestina, el Servei de Seguretat Preventiu, sota el comandament de Muhammad Dahlan.
El grup Tanzim, s'autodefineix com un grup armat de defensa, tanmateix, és considerat una organització terrorista per l'Estat sionista d'Israel i els Estats Units d'Amèrica.

## Grups rivals
El grup Tanzim, té com a grups rivals en els carrers palestins, als grups següents:
- Les Brigades Izz ad-Din al-Qassam (són el braç armat de Hamàs).
- Les Brigades Al-Quds (són el braç armat del grup Gihad Islàmic palestí).
- Els Comitès de Resistencia Popular.
- Altres grups i faccions rivals d'Al-Fatah, que s'oposen a la direcció de Barghuti. Barghuti té problemes personals amb Muhammad Dahlan, l'excap de seguretat de l'Autoritat Nacional Palestina en la Franja de Gaza i amb Jibril Rayoub, un exoficial amb un comandament similar a Ramal·lah.